# マザーキーパー
『マザーキーパー』（MOTHER KEEPER）は、『月刊コミックブレイド』で連載中の漫画。作者は空廼カイリ。当初は月刊連載だったが、『モノクローム・ファクター』の月刊化に伴い、こちらは隔月連載となった。

## あらすじ
スラムに住む少年リカルナは、EDENに対抗するレジスタンス、COSMOS（コスモス）のメンバーである。EDENのヘブンスタワーの最深部・エリア零にあるマザーを破壊するため仲間と共にエリア零へ進入したリカルナは、そこでマザーを守るサイボーグ、マザーキーパーと対峙、戦いの末殺されてしまう。それから時が流れ、目を覚ましたリカルナは自分が生きていることと容姿の変化に驚く。そんな彼の前に現れたエリア零の責任者、ジムはリカルナをサイボーグにし、彼にマザーキーパーとして戦うように告げる。

## 登場人物

### EDEN
リカルナ＝フォルドー
主人公。元はレジスタンス・COSMOSのエースだったが、ジムの策略により一度死亡、10年後サイボーグとして復活する。最初は無理矢理マザーキーパーとして戦わされるのを拒否したが、トルキスとの戦い以降、利害一致によりマザーキーパーとして戦うことを承諾する。しかしそれでもマザーキーパーのメンバーとはあまり馴染めていない様子。
左目はサイボーグ化された時にカメラアイとなっている。髪は元は黒髪の短髪だったが、死んだショックで白髪化、十年の月日の間に長髪になっている。今では髪を後ろで一つに纏めている。
幼い頃に妹共々親に捨てられ、妹のレナードと2人で暮らしていた。レナードを可愛がっており、よく周囲からシスコン扱いされる。
使用武器は二丁拳銃「ディアボロス」。また、リカルナにはジムが造った「トランスコア」の使用ソフトがインストールされており、その使用が出来る。（ディアボロスとトランスコアについては後記参照）
シャル＝ファインデッド
ヘヴンズタワーのAREA零に配属しているマザーキーパーの少女。金髪碧眼で髪を結んでおり、一人称は「ボク」。明るく活発で人に接するのが好きで、時にはフォローしたりする。仲間意識も強くリカルナにも親切に接する。
しかし戦闘に入ると豹変し、残忍な性格となる。機体はスピードに特化したタイプで戦闘能力は高く、10年前にリカルナと戦い、死亡させた。しかしEDENに侵入したレナードとの戦闘で一度だけ左腕を破壊された。武器は体術やロッド（仕込み刃付で、インサニティモード時に刃を使用）を使用する。
また、「インサニティモード」（後述参照）を発動した際、奴隷時代（後述参照）の頃に薬漬けにされた事が原因で、発動中に感情をコントロール出来なくなる上、発動後も情緒不安定となってしまう。そのためジムに使用を控えさせられている。コキュートスで対ゼリク戦でインサニティモードを発動した際、リカルナたちに連れ戻された後、ジムに大怪我を負わせた。
かつてサイラスの奴隷（戦奴）として酷使され、瀕死の重傷を負った所をジムに助けられ、マザーキーパーとして戦うこととなった。「ジムへの恩返しのため」という理由で戦っている。
元々はスラムの非武装地区「B-60コロニー」に住んでおり、高い格闘能力を活かして、人身売買を行うバイヤー達からコロニーの人々を守っていた。しかし、コロニーに来たゼリクには敵わず、今後コロニーの人々を商品にさせないと約束させる代わりに、自らゼリクの商品となった。その後、サイラスに買われて4年間の調教ののち、地下闘技場で戦っていた。
リント＝カイゼル
ヘヴンズタワーのAREA零に配属している、リカルナやシャル同様マザーキーパーの一人。黒髪に黒瞳で大人の風貌を持つ。一人称は「私」。服は黒いスーツとコートを着ている。性格は知的、クールであまり感情（本人は「主観的表情」と言う）を表に出さない。リカルナのことが気に入らず、リカルナの事を「馬鹿」と言ったりなどする。空気を読むことが出来ない一面もあるが、本人は自覚していない。
セキュリティに特化したタイプの機体のため、戦闘に直接出ることは無い。別の場所でヘヴンズタワー中のセキュリティパネルを操作したり、戦闘の指示を出すことて、他のマザーキーパーを援護する。また敵の侵入や被害状況などをジムに知らせたりもしている。EDENと同調することが可能で、非常時はヘヴンズタワー全てのゲートやルートなどの操作をしている。これを「ジェノサイドモード」と本人は言っており、EDENと同調しているせいか、セキュリティパネルが破壊されるとリント自身も怪我を負う。
基本的には戦闘要員では無いが、戦闘技術を備えている。棺桶が武器らしいのだが、どういった武器なのかは不明。
死刑囚という過去を持つが、本編ではまだ明かされていない。
ジム＝クリーズ
ヘヴンスタワーAREA零の責任者。マザーキーパーの制作者。エリア零のみではなく、EDENでも最高位の権力を持つ。
紫色の髪を結っていて、青色の目の持ち主。露出度の高い服に白衣を着ている。女性ではあるが言葉遣いは男らしく、性格は自己中心的で暴力的なマッドサイエンティスト。そしてヘビースモーカーでもある。その勝手な性格から上層部からは疎まれている。リカルナをマザーキーパーにした張本人。
リカルナの持つディアボロスを作った。また、キーパーズの損傷の修理もしており、リントが操るセキュリティパネルの修理も請け負っている。
10年以上姿が変わっていないが、その理由は不明。そしてアダムを追放した本人でもある。
マザー
EDENの全コンピューターを担っている超高度コンピューター。
本体は髪が長い少女の姿で、機械には見えない。着ている服はゴシック調である。しゃべることは出来ないが、自立した意志を持ち、自分の意志で動くことができる。常にぬいぐるみを持ち歩いているが、大切なものではないらしい。
すでに滅んだ栄光時代に作られた。また同時期に作られ、現在も全世界に残っている「ラストウェポン」の操作が可能。したがってマザーを得ることで全世界のラストウェポンを操作し、世界を滅ぼすことも可能である。
その創作理由、創作者等全てが謎に包まれている。

### COSMOS
グレアム＝グレッグソン
レジスタンス「COSMOS（コスモス）」のリーダー。才能ある孤児を集め、訓練させてCOSMOSを結成した。
幼い頃両親に捨てられたリカルナ・レナード兄妹を拾い、育てた人物。優しさと厳しさを併せ持ち、リカルナにとっては父親のような存在だった。グレアムもまたCOSMOSの中でも優秀だったリカルナに大きな期待を寄せていた。10年経った今では、レナードの他のメンバーとの協調性の無さに頭を悩ませている。
表向きでは、十年前に「マザー」の存在を知り、その破壊を目的としてリカルナをはじめとする精鋭部隊を送り込み、全滅したという事になっている。しかし実際は「元ケルブフォース諜報武最高幹部」という経歴を持ち、マザーの存在もすでに知っていた。さらに現在でもEDENの情報を得る何らかの手段を持っているようで、そのためマザーキーパーがアダムの調査をしているのを知っており、彼らにゼリク経由でトルキスのパーツ購入者リストを渡した。
十年経った今では「マザー奪取」が目的だとしているが、その裏でCOSMOS設立当初から変わらない何らかの「目的」を抱いている。
レナード＝フォルドー
リカルナの実妹。赤い瞳をしており、十年前は髪を伸ばしていたが、今はショートヘアー。首に刃状のペンダントを下げているが、これは元々リカルナがグレアムから貰ったもので、任務の度にリカルナから預かり、「必ず返してもらいに帰ってくる」という約束を示すものだった。
十年前は兄と共に両親に捨てられたトラウマから、兄以外の人間には完全に心を開かず、人見知りが激しかった。兄であるリカルナだけ「レナ」と呼び、他の人間にそう呼ばれることを嫌った。
十年経った今では、兄をマザーキーパーに殺された恨みから、復讐のためCOSMOSに加わる。しかし兄を死なせたことからCOSMOSの仲間との協調性はない。実際にはリカルナは生きていたが彼女はそれを知らず、しかも憎しみのあまり、自分が兄と戦っていることにすら気づかなかった。
使用武器はデザートイーグル.50AE。戦闘力は高く、シャルの左腕を吹き飛ばした。

### スラム
トルキス＝ベラフォルト
レジスタンスの中でも過激派で有名な「CHAOS TIDE（ケイオスタイド）」のリーダー。彼は長いレジスタンス活動の間に、活動目的を失ったレジスタンスを嫌っており、彼自身の目標である「統一」を目指して、ケイオスタイドのリーダーをする傍ら、目的を達成するに値する力になる人物を探している。
飄々としており、何を考えているのか分かり難い。口が悪く、時折相手を見下したりバカにするような言動や態度を見せる。好戦的な部分もあるが、意外にも冷静な一面もあり、戦闘でも冷静さは失わない。自分の目的のためならどんな行為にも手を出す冷酷さを持つ。
実はアダムが改造したサイボーグで、リカルナと型が一致している。上着の内側に多くのナイフを納めており、これらと体術で戦う。また、身の丈ほどの大剣を軽々と扱うほどの怪力をもつ。
初めてリカルナと対峙したとき、自分と同等に渡り合えるリカルナを気に入り、自分の仲間になるように誘ったが、断られた。それでも本人は諦めていないらしく、また誘いに行くとのこと。ちなみにリカルナは、そのときの彼の勧誘を「自分をあっち系に引きずり込もうとしている」と誤解し、一応誤解は解けたもののそれ以来彼のことを気味悪がっている。
アダム
トルキスをサイボーグへと改造した人物。かつてはジムと共にヘブンズタワーで研究を行っており、お互いの欠点を補い合うほどの重要な存在だった。しかし、密かに「マザー」について調べていたのがジムに発覚してしまい、EDENを追放された。
目的など、詳しいことは謎に包まれているが、どうやらマザーを狙っているとジムは踏んでいる。
20年以上姿が変わっていない。その理由はジムと同じらしいが、詳細は不明。
トルキスがアダムの製作したサイボーグだと知り、マザーキーパー達はアダムの痕跡を探るための調査を始める。
ゼリク
闇市場「コキュートス」の創設者にして責任者。右腕がなく、右目が白変している。また、右半身全体にケロイドのようなものがある。
特異なカリスマ性を備えており、コキュートスのみならずスラム中の闇市に影響力を持ち、関係者や顧客から絶大な信頼を得ている。また、立場上スラムやEDENの裏情報に詳しく、リカルナが生存している事や、グレアムが元ケルブフォース諜報部最高幹部であることを知っていた。
人間離れした戦闘能力を持っており、ナックルダスターを武器とする。市場でルールを破ったため戦闘になったシャルを一時追い詰めたものの、その後シャルが「インサニティモード」になってしまい、危うく殺されかけたところを、割って入ってきたリカルナに助けられた。
その後のリカルナとの交渉でシャルの件は不問とし、さらにグレアムから頼まれていた「トルキスのパーツ購入者リスト」のデータを渡した。
実は身長が低い（168cm）事を気にしており、コミック第4巻ではそれをネタにした4コマが、おまけとして載っていた。

## 用語集
EDEN
世界人口の約1/3が生活している、ドームで保護された都市。過去にあった戦争から復興すべく創られた。ドーム内は良好な環境に保たれている。
しかし、すべての人間が入れるわけではなく、あふれた人間はスラムで過酷な生活を強いられている。
ヘブンズタワー
EDENの中心にある建造物。
国家に直属する機関（立法府や行政機関など）の集合体で、11つのAREAに分かれている。AREA四は民間人も入れる開放区画、AREA五〜九は国会などの行政区画、地下にあるAREA参 - 壱は宇宙開発、兵器開発などの研究・開発区画に分かれており、マザーキーパーの管轄するAREA零は極秘エリアのため、一般には公開されていないどころかジムの許可がないと大統領ですら入ることが出来ない。
スラム
EDENの外の世界で、EDENに入れなかった人々が生活している。
戦争によって焼け、植物一つ育たない不毛の大地で、さらにEDENからの廃棄物により非常に苛酷な環境となっている。
レジスタンスのいる武装地区と、それ以外の非武装地区に分けられている。また、スラムにはEDENの駐留部隊が存在している。
レジスタンス
EDENを憎み、テロ活動を行う組織。
レジスタンスにもさまざまな部隊に分かれており、COSMOSやCHAOS TIDEがその例。思想や目的などはそれぞれの部隊で多少異なっているため、レジスタンス同士で衝突することもある。
コキュートス
スラムのW-13コロニーに存在する闇市場。ゼリクが20歳ごろに創設した。
数ある闇市の中でも人身売買や取り扱いの危険な物を主に販売している。また、それを目当てにスラムだけでなくEDENの人間もそこを利用している。それゆえ、市場にはいくつかの暗黙の「ルール」がいくつか存在し、それを破った者は市場全体の「敵」とみなされる。
シャルはこの市場で売られていた過去があったため、この市場の存在を知っていた。しかし、シャルはここへ情報収集に来た際、「コキュートスではいかなる質問も禁止」というルールを破ってしまったため、「敵」とみなされた。
栄光時代
千年以上も前に存在した文明。目覚しい技術の発展を遂げていたが、戦争により破壊され、さらに「アーマーゲドン」によって跡形も無く焼き払われた。現在、栄光時代の産物はほとんど残っていない。
マザーはこの時代に製作された。
ラストウェポン
栄光時代に、戦争に勝つために作られた大量破壊兵器のこと。核爆弾や純粋水爆がその例。
アーマゲドンによってそのほとんどは消滅したが一部残っており、そのほとんどはマザーが起動プログラムを握っている。
また、ラストウェポンに対してレジスタンスが使用する銃器などの武器は「レトロウェポン」と呼ばれている。なお、作中では主にレジスタンスが使う武器としてM92やP90、M16などの銃器が登場する。
アーマゲドン
一瞬にして世界を焼き払った大火。原因は宇宙に存在する人工衛星型の強力なラストウェポンが暴走を起こしたため。
このラストウェポンは1000年以上経った現在でも起動可能で、その起動プログラムはマザーが握っている。
ディアボロス
ジムが作り、リカルナが使用している二丁拳銃。
口径70、装弾数7＋1のオートマチックマグナム。全長は375ミリ、重量は4019グラムと巨大。拳銃で大口径の弾丸を打ち出すためライフルリングに工夫を施し、弾道を安定させている。
弾は45ACP弾の約2倍という重めの弾丸。だが装薬を強力にしているため初速はトカレフに並ぶ。弾頭にはS字のミゾがあり、着弾時に対象物を抉る様に破壊する仕組みになっている。その破壊力は壁に大穴を空ける程。さらに刃を仕込ませており、接近戦でも使用可能。
しかしその強力すぎる装薬で、とても人間が使える代物ではなくなってしまい、装甲が特殊で重量のあるリカルナにしか使えない。
トランスコア
ジムが趣味で作った機体。
外見はバイクに似ており、2人まで搭乗可能。異常なまでに高出力で、地下1,500mから一気に地上へ到達してしまうほど。そのため人間が使えるようなものではなく、キーパーズのみ使用可能となっている。
リカルナはサイボーグに改造された際、操作用のプログラムをインストールされたため、操作法を知っている。
しかしコキュートスでのゼリクとの交渉の際に、天井をこれで突き破って市場に侵入したことに対する代償として、ゼリクに渡してしまった。
インサニティモード
すべてのマザーキーパーに備えられている、戦闘に特化したモード。
使用者の理性を強制的に外して闘争本能に強い作用を与え、痛覚神経路を遮断し、動力炉の稼働率を16％から80％にまで上げることで、「暴走状態」にさせる。これにより通常より高い戦闘能力を発揮することができるが、肉体的、精神的に大きな負担をかける。
リカルナとリントは多様さえしなければ問題無いが、シャルは奴隷時代に薬漬けにされていたことが原因で闘争本能に支障をきたし、発動すると前述のような強い副作用が現れる。

## 単行本
1. ISBN 4-86127-292-0
2. ISBN 978-4-86127-366-7
3. ISBN 978-4-86127-432-9
4. ISBN 978-4-86127-562-3
5. ISBN 978-4-86127-768-9
6. ISBN 978-4-86127-916-4
7. ISBN 978-4-80000-043-9
8. ISBN 978-4-80000-148-1
9. ISBN 978-4-80000-261-7
10. ISBN 978-4-80000-317-1

## ドラマCD
『月刊コミックブレイド』からオリジナルドラマCDがリリースされた。『ブレイド』、『MASAMUNE』、『ZEBEL』の三誌連動企画による応募者全員サービス。
キャスト
- リカルナ - 宮野真守
- レナード - 雪野五月
- グレアム - 大塚明夫
- ジム - 唐沢潤
- シャル - 野本実希
- リント - 松風雅也
- レジスタンス - 寺島拓篤

スタッフ
- The Original & Supervisor - 空廼カイリ（マッグガーデン刊「コミックブレイド」連載）
- Produce - コミックブレイド編集部
- Scenario - 外原祥子
- Director - 飯田里樹
- Music Coodinate - 早川治久（早川屋）
- Music - HIRO
- Recording & Editing - 成清量
- Sound Design - スワラ・プロ
- Recording & MA Studio - 整音スタジオ
- Sound Producer - 稲葉順一
- Sound Produce - ダックスプロダクション
- Drama Produce - フロンティアワークス